# Cușma (sit SCI)
Cușma este un sit de importanță comunitară (SCI) desemnat în scopul protejării biodiversității și menținerii într-o stare de conservare favorabilă a florei spontane și faunei sălbatice, precum și a habitatelor naturale de interes comunitar aflate în arealul zonei protejate. Acesta este situat în nord-estul României, pe teritoriile administrative ale județelor Bistrița-Năsăud, Mureș și Suceava..

## Localizare
Aria naturală se află în extremitatea estică a județului Bistrița-Năsăud, pe teritoriile administrative ale comunelor Bistrița Bârgăului, Dumitrița, Josenii Bârgăului, Cetate, Livezile, Prundu Bârgăului și Tiha Bârgăului; în cea nord-estică a județului Mureș, pe teritoriile comunelor Răstolița și Vătava și în cea sud-vestică a județului Suceava, pe teritotiul comunei Poiana Stampei (în imediata apropiere a drumului european E576).

## Descriere
Zona a fost declarată sit de importanță comunitară prin Ordinul Ministerului Mediului și Dezvoltării Durabile Nr.1964 din 13 decembrie 2007 (privind instituirea regimului de arie naturală protejată a siturilor de importanță comunitară, ca parte integrantă a rețelei ecologice europene Natura 2000 în România) și se întinde pe o suprafață de 44.084,2 hectare.
Situl reprezintă o zonă naturală (păduri de conifere, păduri de foioase, păduri în amestec, păduri în tranziție, terenuri arabile cultivate, pajiști naturale, stepe, pășuni, vii și livezi) încadrată în bioregiunea alpină și continentală a nord-vestului Munților Călimani, ce aparțin lanțului carpatic al Orientalilor și  include ariile protejate: Cheile Bistriței Ardelene, Rezervația naturală Comarnic, Stâncile Tătarului, Munții Călimani, Tăul Zânelor, Râpa Verde, Locul fosilifer Râpa Mare, Piatra Corbului, Piatra Cușmei și Valea Repedea.

## Biodiversitate
Cușma (sit SCI) prezintă o arie naturală cu o diversitate floristică și faunistică ridicată, exprimată atât la nivel de specii cât și la nivel de ecosisteme terestre.
Acesta dispune de 8 tipuri de habitate (Păduri aluviale cu Alnus glutinosa și Fraxinus excelsior (Alno-Padion, Alnion incanae, Salicion albae), Păduri de fag de tip Luzulo-Fagetum, Păduri de fag de tip Asperulo-Fagetum, Păduri dacice de fag (Symphyto-Fagion), Păduri dacice de stejar și carpen, Păduri acidofile de Picea abies din regiunea montana (Vaccinio-Piceetea), Turbării cu vegetație forestieră și Tufărișuri alpine și boreale); ce adăpostesc și conservă o gamă faunistică și floristică diversă.

### Floră
Flora ariei protejate are în componență specii vegetale (arbori, arbusti și ierburi) distribuite etajat, în concordanță cu structura geologică și geomorfologică, caracteristicile solului, climei, sau altitudinii unde acestea sunt întâlnite.
Arbori și arbusti cu specii de: brad (Abies alba), larice (Larix decidua), zâmbru (Pinus cembra), tisă (Taxus baccata), pin de pădure (Pinus sylvestris), jneapăn (Pinus mugo), fag (Fagus sylvatica), gorun (Quercus petraea), stejar (Quercus robur), carpen (Carpinus betulus), paltin de munte (Acer pseudoplatanus), arțar (Acer platanoides), tei (Tilia cordata), frasin (Fraxinus excelsior), jugastru (Acer campestre), mesteacăn (Betula pendula), ulm (Ulmus glabra), arțar (Acer platanoides), răchită (Salix bicolor), salcie albă (Salix eleagnos), arin de munte (Alnus viridis), arin negru (Alnus glutinosa), smârdar (Rhododendron kotschyi), corn (Cornus mas), alun (Corylus avellana), păducel (Crataegus monogyna), afin (Vaccinum myrtillus L.), soc negru (Sambucus nigra), mur (Rubus fruticosus), zmeur (Rubus idaeus) sau măceș (Rosa canina).

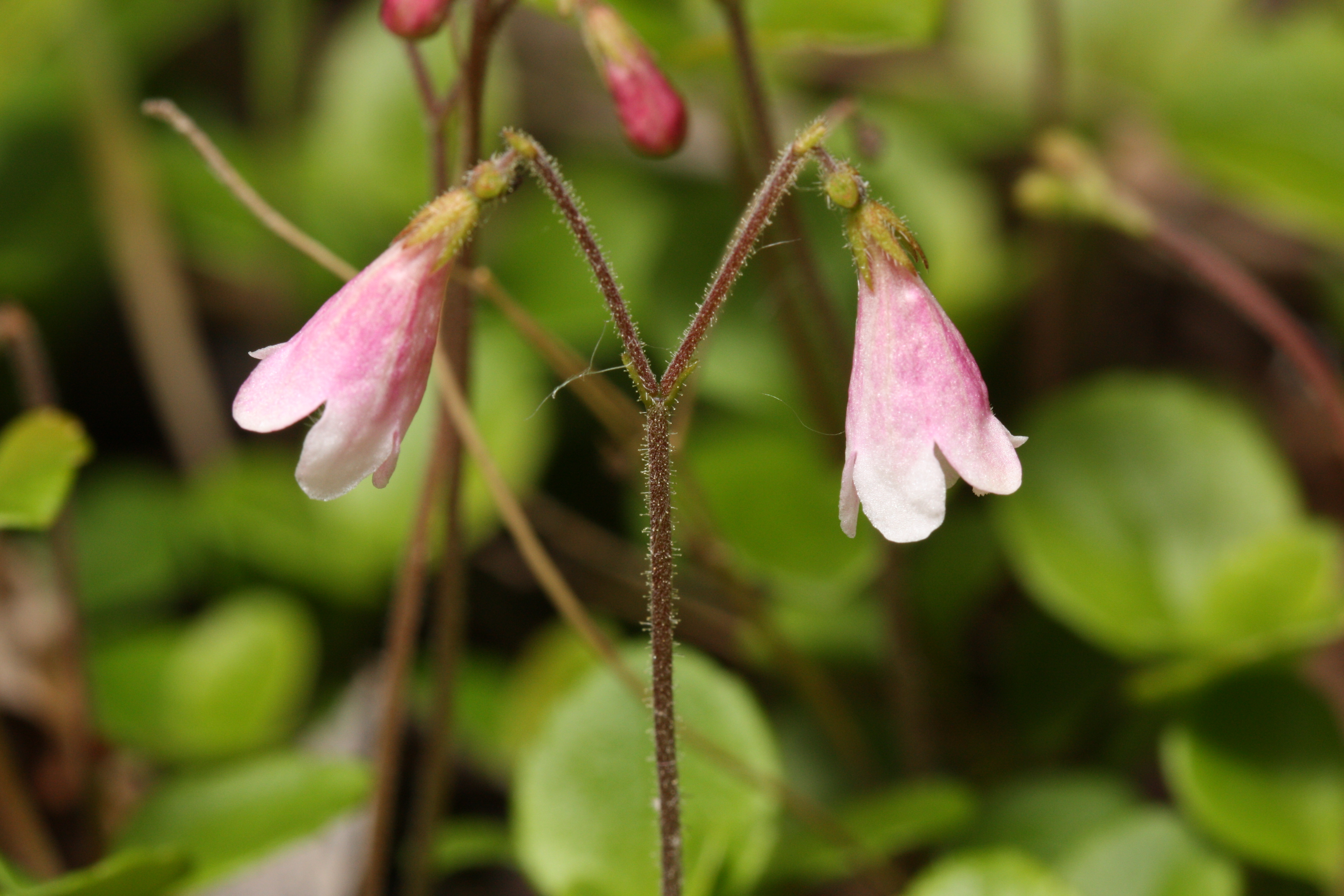
Cupa-vacii (Linnaea borealis)

La nivelul ierburilor sunt întâlnite mai multe rarități floristice, dintre care unele protejate prin aceeași Directivă a CE din 21 mai 1992) sau endemice pentru această zonă.
Specii din flora spontană a sitului: vulturică (Hieracium rotundatum), unghia păsării (Viola dacica), cupa-vacii (Linnaea borealis), urechea iepurelui (Bupleurum longifolium), buruiana de junghiuri (Cephalanthera longifolia), roua cerului (Drosera rotundifolia), mlăștiniță (Epipactis helleborine), ghințură punctată (Gentiana punctata), crețușcă (Filipendula ulmaria), fratele-priboiului (Geranium sylvaticum), bulbuc de munte (Trollius europaeus), lalea pestriță (Fritillaria meleagris), mălaiul cucului (Luzula pallescens),  mierluță (Minuartia verna), poroinic (Orchis ustulata), darie (Pedicularis exaltata), cărbuni (Phyteuma vagneri), stupiniță (Platanthera bifolia), morcoveancă (Pleurospermum austriacum), gălbenușă (Potentilla tabernaemontani), piciorul-cocoșului (Ranunculus carpaticus), scorzonera (Scorzonera purpurea), cruciuliță (Senecio aquaticus ssp. barbareifolius), spălăcioasă (Senecio fluviatilis), degetăruț (Soldanella montana), cimbrișor (cu specii de Thymus comosus și Thymus glabrescens), orhidee sălbatică (Traunsteinera globosa), dioc (Centaurea phrygia), garoafă de munte (Dianthus tenuifolius) sau crucea voinicului (Hepatica transsilvanica).

### Faună
La baza desemnării sitului se află mai multe specii faunistice, dintre care unele enumerate în anexa I-a a Directivei Consiliului European 92/43/CE din 21 mai 1992 (privind conservarea habitatelor naturale și a speciilor de faună și floră sălbatică) sau aflate pe lista roșie a IUCN. 
Mamifere cu specii de: urs brun (Ursus arctos), lup cenușiu (Canis lupus), râs eurasiatic (Lynx lynx), cerb (Cervus elaphus), căprioară (Capreolus capreolus), pisică sălbatică (Felis silvestris), jder (Martes martes), nevăstuică (Mustela nivalis), viezure (Meles meles), hermelină (Mustelea erminea), veveriță (Sciurus carolinensis); 
Reptile și amfibieni: șarpele lui Esculap (Elaphe longissima), șopârlă de câmp (Lacerta agilis), gușter (Lacerta viridis), șopârla de munte (Lacerta vivipara), năpârcă (Natrix natrix), vipră (Vipera berus), ivorașul-cu-burta-galbenă (Bombina variegata), tritonul cu creastă (Triturus cristatus), salamandra carpatică (Triturus montandoni), brotacul-verde-de-copac (Hyla arborea), broasca-roșie-de-munte (Rana temporaria), broasca-roșie-de-pădure (Rana dalmatina); 
Pești: mreană vânătă (Barbus meridionalis), zglăvoacă (Cotus gobio), porcușorul de vad (Gobio uranoscopus);  
Nevertebrate: patru specii de fluturi: Leptidea morsei, Hypodryas maturna, Callimorpha quadripunctaria (fluturele-tigru), Lycaena dispar (fluturașul-purpuriu); precum și un ortopter din specia Pholidoptera transsylvanica (cosașul transilvan).

## Căi de acces
- Drumul național DN17, pe ruta: Bistrița - Livezile - Rusu Bârgăului - Josenii Bârgăului - Prundu Bârgăului.

## Monumente și atracții turistice
În vecinătatea sitului se află câteva obiective de interes istoric, cultural și turistic; astfel:

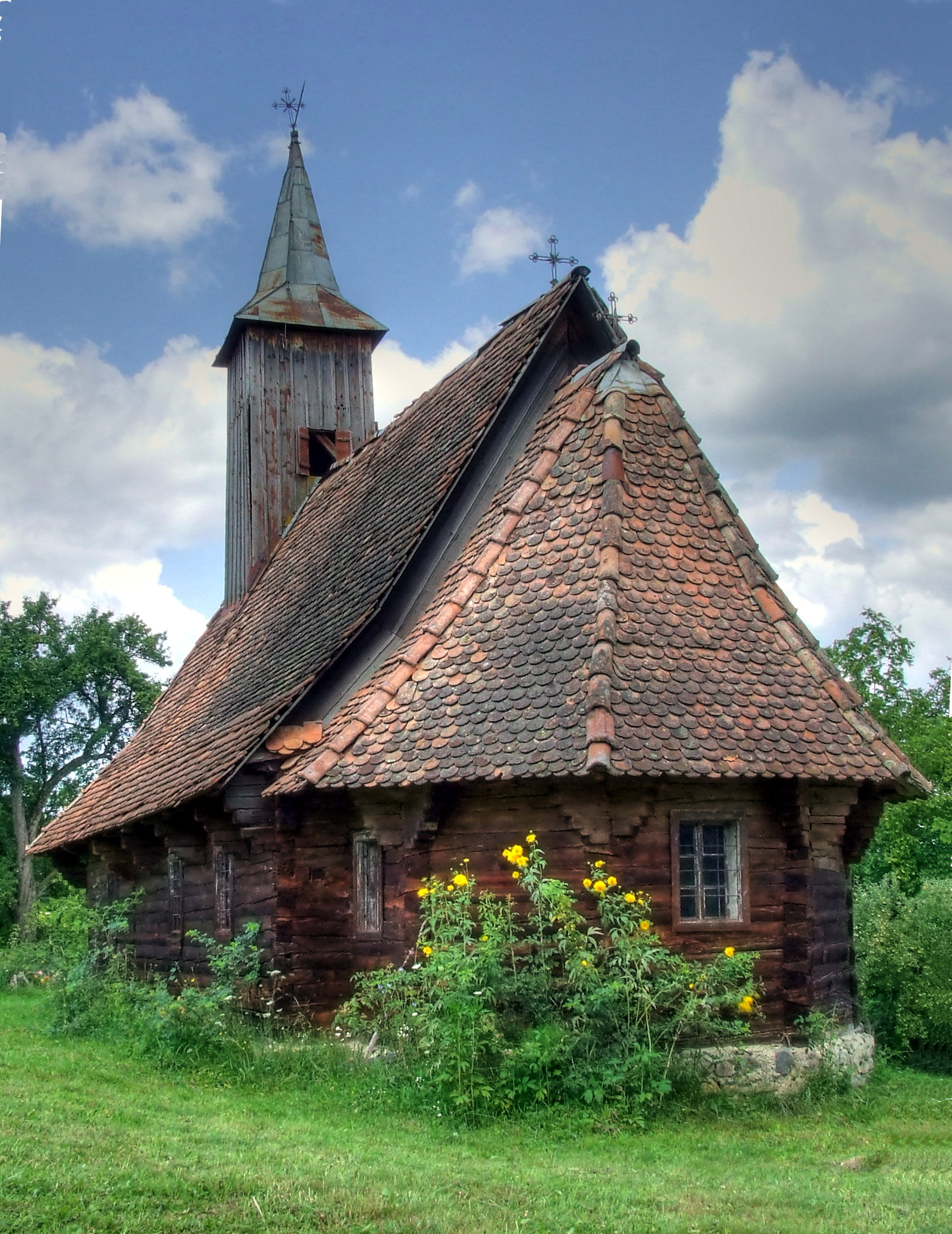
Biserica de lemn "Sf. Prooroc Ilie" din Petriș

- Biserica de lemn "Sf. Prooroc Ilie" din Petriș, construcție 1749, monument istoric (cod LMI BN-II-m-A-01683).
- Biserica de lemn "Sf. Arhangheli Mihail și Gavriil" din Dumbrava, construcție 1645, monument istoric (cod LMI BN-II-m-B-01651).
- Biserica evanghelică (azi biserica ortodoxă "Sf. Apostoli Petru și Pavel") din Dumitrița, construcție secolul al XV-lea, monument istoric (cod LMI BN-II-m-A-01654).
- Biserica evanghelică din Livezile, construcție secolul al XVI-lea, monument istoric (cod LMI BN-II-m-A-01668).
- Biserica ortodoxă "Adormirea Maicii Domnului" din Mijlocenii Bârgăului, construcție secolul al XVII-lea, monument istoric (cod LMI BN-II-m-B-01677).
- Biserica evanghelică (azi biserica ortodoxă "Sf. Mare Mucenic Dimitrie, Izvorâtorul de Mir") din Petriș, construcție secolul al XIII-lea, monument istoric (cod LMI BN-II-a-A-01684).
- Situl arheologic "Groapa Ghinzii" de la Dorolea (așezări atribuite perioadelor: Latène, Hallstatt).
- Castrul roman de la Livezile (castru cu val de pământ - sec. II - III p. Chr. și așezări din perioada: Epoca bronzului, Cultura Wietenberg).
- Rezervația naturală Piatra Fântânele, arie protejată de tip botanic (5 ha).